# Coeficiente de pressão
O coeficiente de pressão é um número adimensional que descreve a pressão relativa através de um campo de fluxo em dinâmica de fluidos. O coeficiente de pressão é usado em aerodinâmica e hidrodinâmica. Qualquer ponto imerso no fluxo de um fluido tem seu próprio e único coeficiente de pressão, {\displaystyle C_{p}}.
Em algumas situações em aerodinâmica e hidrodinâmica, o coeficiente de pressão de um ponto próximo de um corpo é independente do tamanho do corpo. Em consequência um modelo de engenharia em escala pode ser testado em um túnel de vento ou em um túnel de água, desta forma pode ser calculados os coeficientes de pressão em pontos críticos ao redor do modelo, e estes coeficientes de pressão podem ser usados para estimar a pressão do fluido nesses pontos críticos no protótipo em escala real.

## Fluxo incompressível
O coeficiente de pressão é um parâmetro muito útil para estudar o fluxo de fluidos incompressíveis como a água, e também em fluidos com fluxos de baixas velocidades como o ar. A relação entre o coeficiente adimensional e os números dimensionais são:
{\displaystyle C_{p}={p-p_{\infty } \over {\frac {1}{2}}\rho _{\infty }V_{\infty }^{2}}}
Onde:
{\displaystyle p} é a pressão estática do fluido no ponto em que o coeficiente de pressão é avaliado.
{\displaystyle p_{\infty }} é a pressão do fluxo livre, ou seja, que se encontra fora de qualquer perturbação criada pelo corpo estranho.
{\displaystyle \rho _{\infty }} é a densidade do fluido no fluxo (a do ar ao nível do mar e 15 °C é 1,225 {\displaystyle kg/m^{3}})
{\displaystyle V_{\infty }} é a velocidade de fluxo livre do fluido, ou a velocidade do corpo através do fluido.
Usando a equação de Bernoulli, o coeficiente de pressão pode ser simplificado por considerar-se o fluxo incompressível, sem perdas e estacionário:
{\displaystyle C_{p}={1-{\bigg (}{\frac {V}{V_{\infty }}}{\bigg )}^{2}}}
A relação é também válida para fluxos de fluidos compressíveis onde as variações de velocidade sejam tão pequenas que não produzam variações importantes na densidade do fluido. Esta suposição é razoável se o número de Mach se mantém abaixo de 0,3.
- {\displaystyle C_{p}} de valor 0 indica que a pressão é a mesma que a do fluxo livre.
- {\displaystyle C_{p}} de valor 1 indica que a pressão é do ponto de estancamento.
- {\displaystyle C_{p}} de menos um é importante para o projeto de planadores porque indica uma localização perfeita para um medidor de velocidade vertical mediante pressiômetro, já que neste ponto não percebe-se as alterações de pressão devido ao movimento do planador.

No campo de fluxo de fluido ao redor do corpo existem pontos com coeficientes de pressão superiores a um, e outros pontos com valor negativo incluindo coeficientes menores que 1, mas não existe nenhum ponto com coeficientes maiores que 1, já que a pressão máxima é alcançada no ponto de estancamento e é conhecida como pressão de estancamento. A única maneira de que o coeficiente exceda a unidade é quando existam técnicas de controle avançadas da camada limite.